# Ловковиці (Ключборський повіт)
Ловковиці (пол. Łowkowice, нім. Lowkowitz, 1936-45: Bienendorf) — село в Польщі, у гміні Ключборк Ключборського повіту Опольського воєводства.
Населення — 555 осіб (2011).

## Демографія
Демографічна структура станом на 31 березня 2011 року:
|          | Загалом | Допрацездатний вік | Працездатний вік | Постпрацездатний вік |
| -------- | ------- | ------------------ | ---------------- | -------------------- |
| Чоловіки | 275     | 51                 | 201              | 23                   |
| Жінки    | 280     | 69                 | 164              | 47                   |
| Разом    | 555     | 120                | 365              | 70                   |